# 2022年冬季残疾人奥林匹克运动会瑞典代表团
2022年冬季残疾人奥林匹克运动会瑞典代表团是瑞典派出的2022年冬季残疾人奥林匹克运动会代表团。获得2枚金牌、2枚银牌和3枚铜牌。